# Maria Radu (cântăreață)
Maria Radu (n. 5 noiembrie 1975, București) este o cântăreață și vedetă română. A făcut parte din trupa Van Noizz.

## Biografie
La 14 ani susține primul concert pe stadionul Progresul cu formația Solaris.
Urmează timp de 2 ani Școala Populară de Artă din București, secția canto (timp în care participă la numeroase festivaluri și caștigă numeroase premii).
În 1993, începe colaborarea (ca backing vocal) cu formația Direcția 5.
În 1995, colaborează cu formația Timpuri Noi – cântă în deschiderea concertului “Rockmania” cu Joe Cocker, Rod Stewart și Eros Ramazzoti. Participă la “Cerbul de aur”.
În 1996, începe colaborarea cu Romeo Vanica jr. și înființează formația Van Noizz (2 albume, numeroase hituri: “Vara în doi”, “Nu renunța” (prima piesă românească care a ajuns pe locul 1 în top 50 Radio Contact), “Pas cu Pas”, “Iubire, bibelou de porțelan”. Videoclipuri pentru piesele “Pas cu pas” și “De-atâtea ori”.
În 2000, colaborează cu Vank. Piesa “Lângă inima mea, vine inima ta” devine hit și imnul îndrăgostiților (Valentine’s day).
În 2004, ocupă locul II la Selecția Națională pentru Eurovision cu melodia “All this time” (compoziție proprie).
În 2006, apare primul album solo intitulat “M-am îndrăgostit un pic”. Începe turneul de promovare alături de 5 instrumentiști. Realizează videoclipuri pentru piesele “All this time”, “M-am îndrăgostit un pic”, “Dorul”. Apariția la nenumărate emisiuni TV (printre care Canal 50-Italia).

## Dublaj
- Delilah (Mama Tarei)- Rebela de la Radio- Disney Channel România - 2012

## Albume
- M-am îndrăgostit un pic.